# Baywatch – Die Rettungsschwimmer von Malibu
Baywatch – Die Rettungsschwimmer von Malibu (Originaltitel: Baywatch) ist eine 243 Folgen umfassende US-amerikanische Fernsehserie, die 1989 begann und 2001 endete. Die elf Staffeln der Serie handeln von den Rettungseinsätzen eines Teams von Rettungsschwimmern, angeführt vom erfahrenen Rettungsschwimmer Mitch Buchannon (David Hasselhoff). Ursprünglich nach der ersten Staffel eingestellt (1990) und ein Jahr später mit der zweiten Staffel neu gestartet (1991), spielten die Geschichten bis zur neunten Staffel in Kalifornien und ab der zehnten Staffel – einhergehend mit einer Umbenennung des Titels in Baywatch Hawaii – auf Hawaii. Zunächst sollte die Serie eigentlich als Baywatch Down Under in Australien fortgesetzt werden, bevor es stattdessen nach Hawaii ging.

## Geschichte
Nachdem die erste Staffel zunächst ein Flop gewesen war, übernahm der Hauptdarsteller David Hasselhoff mit seiner Produktionsgesellschaft All American Television selbst die Produktion. Die Serie entwickelte sich in der Folgezeit zur erfolgreichsten US-Fernsehserie des 20. Jahrhunderts, die in 144 Ländern ausgestrahlt und während ihrer erfolgreichsten Zeit wöchentlich von über einer Milliarde Menschen weltweit gesehen wurde. Während in den früheren Staffeln noch Action und Spannung im Vordergrund standen, entwickelte sich Baywatch mit der Zeit zu einer Dramaserie, in der zumeist Beziehungsangelegenheiten oder auch Krankheiten thematisiert wurden. So erkrankte zum Beispiel Mitch Buchannons Vater an Krebs und seine Mutter an Alzheimer. 
Baywatch war dafür bekannt, dass mit jeder neuen Staffel ein großer Teil der Besetzung ausgetauscht wurde. Zum Beispiel waren von den dreizehn Hauptdarstellern der achten Staffel in der neunten Staffel nur noch acht übrig. Auch nach der ersten Hawaii-Staffel waren nur noch vier von ursprünglich neun Rollen übrig.

## Vorbild

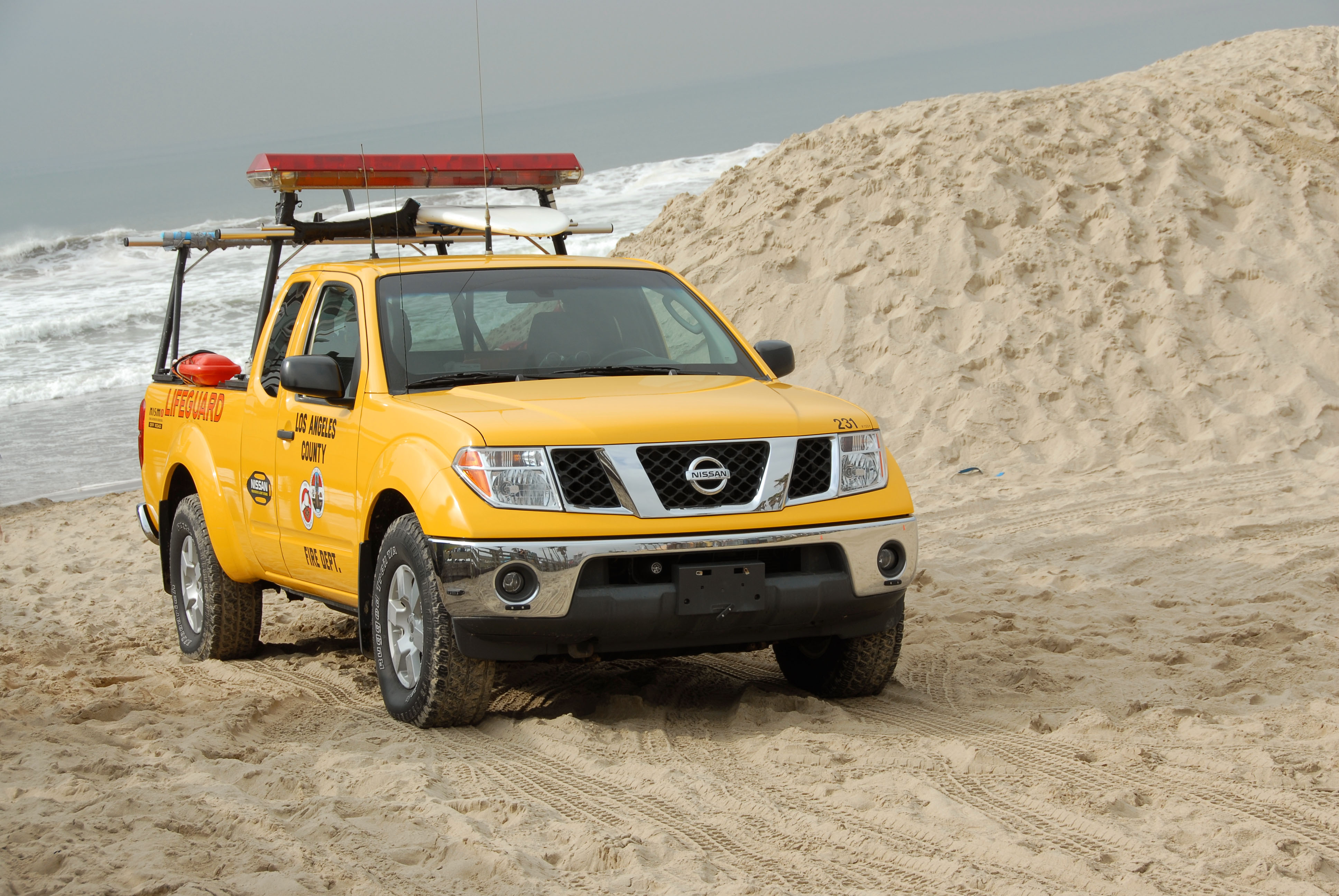
Typisches Fahrzeug der Rettungsschwimmer des LA County, wie es auch in der Fernsehserie vielfach eingesetzt wurde

Als Vorbild für die Fernsehserie dienten die Rettungsschwimmer der Abteilung Strände und Häfen (Department of Beaches and Harbors) des Los Angeles County, die auf zeitgenössischen Aufnähern als „LA County Dept. of Beaches Lifeguard“ bezeichnet wurden. Die Zuständigkeit wechselte 1994, also noch während der Laufzeit der Fernsehserie, zur Feuerwehr des LA County. Sowohl der Schöpfer von Baywatch, Gregory J. Bonann, als auch der technische Berater und Schauspieler Michael Newman hatten als Rettungsschwimmer des LA County gearbeitet.
Die Los Angeles County Fire Department Lifeguard Division überwacht die Küste von San Pedro im Süden des Los Angeles County bis nach Malibu im Norden und ist mit über 650 saisonal beschäftigten und 132 festangestellten Rettungsschwimmern der größte nicht-ehrenamtliche Rettungsschwimmerdienst der Welt. Darüber hinaus betreibt die Abteilung auch Feuerlöschboote.
Der englische Titel kann mit „Bucht-Wacht“ übersetzt werden und bezieht sich auf die Bucht von Santa Monica, die im Wesentlichen das Revier der LA County Lifeguards darstellt. In der Realität werden so die Hauptstandorte der LA County Lifeguards bezeichnet, der Standort am berühmten Malibu Pier etwa als „Baywatch Malibu“.
Auch in der Serie ist die Bezeichnung „Baywatch“ lediglich ein Synonym für die Rettungsschwimmer, auf Aufnähern, Schildern und Fahrzeugen werden realistische Bezeichnungen wie „Los Angeles County Lifeguard“ verwendet.
Die Fernsehserie übernahm zahlreiche Details von ihrem Vorbild, so etwa die roten Schwimmanzüge, die signalgelbe Lackierung der Fahrzeuge, die charakteristischen Rettungsbojen aus Hartplastik oder die Turmbauweise der Wasserrettungsstationen.

## Besetzung und Synchronisation
Die Synchronisation wurde vom Studio Hamburg Synchron in Hamburg erstellt.
| Rollenname                        | Schauspieler                                                                            | Hauptrolle (Staffel) | Gastrolle (Staffel) | Synchronsprecher                                               |
| --------------------------------- | --------------------------------------------------------------------------------------- | -------------------- | ------------------- | -------------------------------------------------------------- |
| Mitch Buchannon                   | David Hasselhoff                                                                        | 1–10                 |                     | Andreas von der Meden                                          |
| Hobie Buchannon                   | Brandon Call                                                                            | 1                    |                     | Björn Gebauer (Staffel 1)                                      |
| Hobie Buchannon                   | Jeremy Jackson                                                                          | 2–9                  | 10                  | Leonhard Mahlich (Staffel 2–7) Willem Manke (Staffel 8–10)     |
| Eddie Kramer                      | Billy Warlock                                                                           | 1–3                  |                     | Michael Deffert (Pilotfilm) Fabian Harloff (Staffel 1–3)       |
| Shauni McClain                    | Erika Eleniak                                                                           | 1–3                  |                     | Traudel Sperber (Staffel 1) Ela Nitzsche (Staffel 2–3)         |
| Don Thorpe                        | Monte Markham                                                                           | 1–2                  |                     | Klaus Nietz                                                    |
| Garner Ellerbee                   | Gregory Alan Williams                                                                   | 1, 3–5               | 2, 8                | Thomas Schüler (Staffel 1–3) Rolf Jülich (Staffel 4–5 & 8)     |
| John D. Cort                      | John Allen Nelson                                                                       | 1                    | 2, 4, 5             | Lutz Mackensy                                                  |
| Craig Pomeroy                     | Parker Stevenson                                                                        | 1                    | 8, 9                | Wolfgang Jürgen (Staffel 1) Lennardt Krüger (Staffel 8–9)      |
| Jill Riley                        | Shawn Weatherly                                                                         | 1                    |                     | Isabella Grothe                                                |
| Trevor Cole                       | Peter Phelps                                                                            | 1                    |                     | Alexander Pelz                                                 |
| Gina Pomeroy                      | Gina Hecht (Pilotfilm) Holly Gagnier (Staffel 1)                                        | 1                    |                     | Heidi Berndt (Pilotfilm) Monika Barth (Staffel 1)              |
| Ben Edwards                       | Richard Jaeckel                                                                         | 2                    | 3, 4                | Peter Aust                                                     |
| Harvey Miller                     | Tom McTigue                                                                             | 2                    |                     | Andreas W. Schmidt                                             |
| Casey Jean „C. J.“ Parker         | Pamela Anderson                                                                         | 3–7                  |                     | Marion von Stengel                                             |
| Stephanie Holden                  | Alexandra Paul                                                                          | 3–6                  | 7                   | Sabine Falkenberg                                              |
| Matt Brody                        | David Charvet                                                                           | 3–5                  | 6                   | Christian Stark                                                |
| Roberta "Summer" Quinn            | Nicole Eggert                                                                           | 3–4                  |                     | Maria Bachmann                                                 |
| Jimmy Slade                       | Kelly Slater                                                                            | 3                    | 4                   | Sascha Draeger                                                 |
| Caroline Holden                   | Yasmine Bleeth                                                                          | 5–7                  | 4, 8                | Claudia Schermutzki (Staffel 4–6) Pia Werfel (Staffel 7–8)     |
| Logan Fowler                      | Jaason Simmons                                                                          | 5–6                  | 7                   | David C. Bunners                                               |
| Cody Madison                      | David Chokachi                                                                          | 6–9                  |                     | Sascha Draeger                                                 |
| Neely Capshaw (ab 8.22 Buchannon) | Heather Campbell (Staffel 5) Gena Lee Nolin (Staffel 6–8) Jennifer Campbell (Staffel 9) | 6–8                  | 5, 9                | Marion Elskis (Staffel 6–8)                                    |
| Mike „Newmie“ Newman              | Michael Newman                                                                          | 7–10                 | 1–6                 | Marco Kröger (Staffel 1) Peter Heinrich Brix (Staffel 2–10)    |
| Manny Gutierrez                   | José Solano                                                                             | 7–8                  | 9                   | Mark Seidenberg                                                |
| Donna Marco                       | Donna D’Errico                                                                          | 7–8                  |                     | Tina Eschmann                                                  |
| Jordan Tate                       | Traci Bingham                                                                           | 7–8                  |                     | Kerstin Draeger                                                |
| Samantha Thomas                   | Nancy Valen                                                                             | 7                    |                     | Monika Barth                                                   |
| Jack „J. D.“ Darius               | Michael Bergin                                                                          | 8–11                 |                     | Michael Quiatkowsky (Staffel 8) Clemens Gerhard (Staffel 9–11) |
| April Giminski                    | Kelly Packard                                                                           | 8–9                  | 6                   | Kristina von Weltzien                                          |
| Lani McKenzie                     | Carmen Electra                                                                          | 8                    |                     | Carla Becker                                                   |
| Taylor Walsh                      | Angelica Bridges                                                                        | 8                    |                     | Uta Delbridge                                                  |
| Skylar Bergman                    | Marliece Andrada                                                                        | 8                    |                     | Freya Trampert                                                 |
| Jessie Owens                      | Brooke Burns                                                                            | 9–10                 | 11                  | Céline Fontanges                                               |
| Alexis Ryker                      | Mitzi Kapture                                                                           | 9                    |                     | Traudel Sperber                                                |
| Jason Ioane                       | Jason Momoa                                                                             | 10–11                |                     | Oliver Böttcher                                                |
| Kekoa Tanaka                      | Stacy Kamano                                                                            | 10–11                |                     | Kerstin Draeger                                                |
| Sean Monroe                       | Jason Brooks                                                                            | 10–11                |                     | Robin Brosch                                                   |
| Allie Reese                       | Simmone Jade Mackinnon                                                                  | 10                   | 9                   | Dagmar Dreke                                                   |
| Dawn Masterson                    | Brandy Ledford                                                                          | 10                   |                     | Christine Pappert                                              |
| Jenna Avid                        | Krista Allen                                                                            | 11                   | 10                  | Sandra Keck                                                    |
| Leigh Dyer                        | Brande Roderick                                                                         | 11                   |                     | Susanne Sternberg                                              |
| Zack McEwan                       | Charlie Brumbly                                                                         | 11                   |                     | Jens Wawrczeck                                                 |
| Carrie Sharp                      | Alicia Rickter                                                                          | 11                   |                     | Jennifer Böttcher                                              |

## Veröffentlichung

### Fernsehen
In Deutschland wurde die Serie zunächst im Ersten ausgestrahlt, später dann bei Sat.1 und als Wiederholung bei Kabel eins. Die elfte und letzte Staffel aus dem Jahr 2000/2001 wurde in Deutschland jahrelang nicht ausgestrahlt. Erst im Sommer 2008 erfolgte die Erstausstrahlung beim Sender Das Vierte. Der Abschlussfilm Baywatch – Hochzeit auf Hawaii aus dem Jahr 2003, in dem Darsteller aus allen Staffeln mitspielten und so die Serie zum Abschluss brachten, wurde in Deutschland erstmals im Mai 2005 auf RTL gezeigt.
In Österreich zeigte der ORF die Serie.

### DVD
Alle 11 Staffeln der Serie (1–9: Baywatch – Die Rettungsschwimmer von Malibu / 10–11: Baywatch Hawaii) sowie beide Staffeln von Baywatch Nights sind auf dem deutschen Markt auf DVD erschienen.
Bei den DVD-Boxen wurde die Fernsehversion als Vorlage verwendet, wodurch der Abspann die deutsche Bearbeitung hat. Ebenfalls ist die Reihenfolge der Episoden bei manchen Staffeln nicht die der US-Veröffentlichung. In den USA sind aufgrund von Problemen mit den Rechten an den weiteren Folgen bislang nur die ersten drei Staffeln veröffentlicht worden. Da die Serie nach Staffel eins von der ursprünglichen Produktionsfirma eingestellt und von David Hasselhoffs Firma fortgeführt wurde, ist Staffel zwei als Staffel eins erhältlich, Staffel drei als Staffel zwei usw. Die ursprünglich erste Staffel wird als Bonus in den einzelnen Staffeln veröffentlicht werden.

### HD-Veröffentlichung / Blu-Ray
Anfang 2019 erschienen die ersten neun Baywatch-Staffeln in Full-HD-Remastered zunächst auf Amazon Video. Gelobt für die gute Bildqualität, sah sich dieses Remaster aber auch einiger Kritik ausgesetzt. Neben dem Tausch einiger Fülleraufnahmen und dem Entfernen einer kurzen Oben-ohne-Szene aus dem Pilotfilm wurden nahezu alle Songs aus der Serie aus lizenzrechtlichen Gründen ausgetauscht.
Diese neuen Songs wurden über die vorhandene Tonspur gelegt, was teilweise auf Kosten der Soundeffekte ging. So führt dies z. B. in Folge 1x11 (Der Tod im Strandhotel) bei Eddies Faustkampf am Strand dazu, dass man diesen nicht mehr hört. Auch David Hasselhoffs Lieder wurden ausgetauscht, obwohl er in der Show manchmal selbst singt. Vor allem aber wurden aus der Folge 5x21 (Miss Molly) alle Songs entfernt. In der Folge selbst geht es um einen Songcontest, bei dem die Schauspieler auch singen. Hier wurde vom Beginn der Songs etwa gleich zum Applaus bzw. danach geschnitten, was diese Folge um über zehn Minuten auf eine Laufzeit von etwa 35 Minuten kürzt.
Seit dem Juli 2019 erschienen die Remastered-Versionen auch auf Blu-ray Disc bei Fernsehjuwelen. Bis Mai 2020 sind hier nach und nach die Remastered-Fassungen erschienen, wobei als besonderer Bonus auch die DVD-Fassung mit den Original-Songs auf der Blu-ray Disc enthalten ist. Gestreamt oder im TV gezeigt werden dürfen fortan nur noch die HD-Remastered-Versionen.
Seit dem 26. März 2021 sind auch die letzten beiden Staffeln (Baywatch Hawaii) als Blu-Ray-Disc (ebenfalls von Fernsehjuwelen) und HD-Stream verfügbar. Dadurch steht lediglich noch die Veröffentlichung von Baywatch Nights in einer HD-Version aus.

## Rezeption
Zum Pilotfilm meinte das Lexikon des internationalen Films: „Der Film […] bietet ein seichtes Potpourri ohne Überraschungen, das in Form und Inhalt gleichermaßen stereotyp dahinplätschert.“
Die Serie gewann u. a. zweimal den US-amerikanischen Fernsehpreis ASCAP (1996, 1997) und war mehrfach für weitere Preise nominiert.

## Rolle des Körpers
Der Erfolg von Baywatch beruht insbesondere auf der Attraktivität der jugendhaften Schauspieler sowie auf der Mitwirkung publikumswirksamer Sexbomben wie Erika Eleniak, Pamela Anderson und später Carmen Electra, die für Erotik in der Serie sorgen. Pamela Anderson hat unter den Darstellerinnen den größten Bekanntheitsgrad erlangt, obwohl sie erst zu Beginn der dritten Staffel in der Doppelfolge „River of No Return“ auftritt. Der Titel spielt auf den gleichnamigen Film von 1954 von Otto Preminger mit Marilyn Monroe in der Hauptrolle an. C. J. sorgt sich hier schon – Anderson ist gerade einmal Mitte 20 –, ob sie sich gegen die Jüngeren, die sich ebenfalls um einen Platz im Rettungsteam bewerben, durchsetzen kann.
Neben der attraktiven „Stammbesetzung“ tauchten in den Episoden immer wieder stark übergewichtige, behinderte, kleinwüchsige oder blinde Figuren, häufig Kinder, auf. Für die Andersartigkeit dieser Menschen sollten die Hauptfiguren (häufig die Figur von David Hasselhoff, der sich privat für Behinderte engagierte) in besonderer Weise Mitgefühl und Fürsorge aufbringen. So unterstützte Hasselhoffs Figur in der Episode (7.6) behinderte Athleten, die an den Special Olympics teilnehmen; in der Episode (6.18) bauten Rettungsschwimmer für einen behinderten Comedian eine Rollstuhlrampe am Strand.

## Adaptionen

### Fernsehserie
Von 1995 bis 1997 entstand der Ableger Baywatch Nights, in der David Hasselhoff dieselbe Figur wie in Baywatch spielt, die aber hier als Privatdetektiv tätig ist.

### Kinofilm
Am 26. Mai 2017 kam eine Filmadaption der Serie in die Kinos. Regie führt dabei Seth Gordon, die Hauptrollen spielen Dwayne Johnson, Zac Efron, Priyanka Chopra, Alexandra Daddario, Kelly Rohrbach, Jon Bass und Ilfenesh Hadera.